# Chrupalla
Chrupalla ist eine eingedeutschte oder an andere westeuropäische Sprachen angepasste Variante des polnischen Familiennamens Chrupała. Bekannte Personen mit diesem Familiennamen sind:
- Maria Chrupalla (1897–1942), vom NS-Regime aufgrund ihres Glaubens ins KZ Fuhlsbüttel sowie später ins KZ Ravensbrück verschlepptes und am 6. Februar 1942 ermordetes Mitglied der Zeugen Jehovas[1]
- Paul J. Chrupalla (1899–?), vom NS-Regime aufgrund seines Glaubens fast 10 Jahre in Gefängnissen und im KZ Sachsenhausen inhaftierter Zeuge Jehovas, 1945 befreit[2]
- Pawel Chrupalla (* 2003), polnisch-norwegischer Fußballspieler
- Tino Chrupalla (* 1975), Politiker der deutschen Partei AfD

Weitere Namensträger mit der polnischen Schreibweise sind:
- Henryk Chrupała (1938–2015), polnischer Astronom und Physiker
- Grzegorz Chrupała, polnischstämmiger Computerlinguist[3]
- Małgorzata Chrupała-Pniak, polnische Psychologin und Juristin an der Uniwersytet Humanistycznospołeczny in Warschau[4]

## Bedeutung
Das Wort chrupała ist die dritte Person Singular Femininum der Vergangenheit des polnischen Wortes chrupać („fressen, geräuschvoll essen“).

## Aussprache
Die ursprüngliche, polnische Aussprache des Nachnamens lautet: /xruˈpa.wa/ (IPA) („chrupawa“). Dies impliziert nicht, dass außerhalb Polens lebende Namensträger dieser Aussprache zwingend folgen, zumal viele deutsche und andere nicht-polnische Sprecher mit der Aussprache des in Europa nur in einigen westslawischen Sprachen (v. a. Polen, Belarus) gebräuchlichen Buchstabens „Ł“ nicht vertraut sind. Im Polnischen ist Ł ein labiovelarer Approximant [w] . Es ist damit identisch mit der Aussprache des englischen labiovelaren W [w].